# Barorezeptor

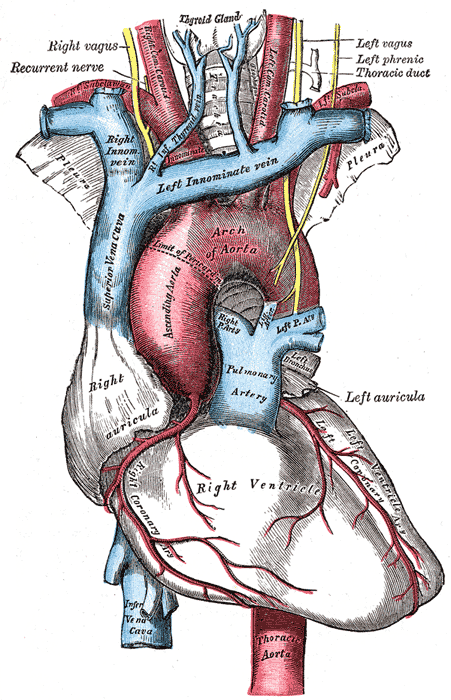
Illustration des menschlichen Herzen mit großen Blutleitern

Im menschlichen Körper registrieren Barorezeptoren (Drucksinneskörperchen, auch Pressorezeptoren genannt) den Druck des fließenden arteriellen Blutes auf die Gefäßwände. Als Mechanorezeptoren werden sie durch Dehnung der Gefäßwand aktiviert. Das Maß ihrer Aktivität – also die Frequenz der gesendeten Signale – ist abhängig vom Grad der Gefäßwanddehnung.
Ihre Impulse gelangen zur Medulla oblongata, einer Teilstruktur des Zentralnervensystems (ZNS). Dort verursachen sie eine Hemmung (Inhibition) von Neuronen, deren Aufgabe die Erhöhung der Herzfrequenz (die Anzahl der Herzschläge pro Minute) ist. Aktive Barorezeptoren verhindern daher eine Erhöhung der Herzfrequenz.
Barorezeptoren befinden sich vor allem in den Gefäßwänden (Adventitia und Media) der Aorta, aber auch in den meisten weiteren Schlagadern. Ihre Aufgabe ist es, den arteriellen Blutdruck auf einem konstanten Niveau zu halten und so die bedarfsgerechte Blutversorgung der einzelnen Organe zu gewährleisten. Fällt beispielsweise der Blutdruck (z. B. beim hypovolämischen Schock), nimmt die Dehnung der Aortenwand ab und die Aktivität der Barorezeptoren sinkt. Als Folge nimmt auch die Frequenz ihrer Signale an die Medulla oblongata ab. Die Neuronen der Medulla oblongata senden nun, nach dem Wegfall der Barorezeptor-vermittelten Inhibition, Signale zum Herzmuskel, zum Schrittmacher und an verschiedene Venen und Arterien des Körpers. Barorezeptoren sind ständig aktiv: Auch bei gleichbleibenden Drücken im physiologischen Bereich werden kreislaufregulierenden Neuronen ständig Impulse zugeleitet.
Als Reaktion auf diese Signale beschleunigt sich die Herzfrequenz. Dies erhöht die Menge des vom Herzen ausgegebenen Blutes. Die Laufzeit der Barorezeptoren liegt bei etwa einer Sekunde, sodass bei einem spontanen Druckabfall schon das nächste Herzintervall verkürzt werden kann. Die Arteriolen und Venen ziehen sich zusammen, es fließt weniger Blut zu nicht lebensnotwendigen Organen. Durch diese beiden Reaktionen kehrt der Blutdruck in den Arterien rasch zum Normalwert zurück. Die Umverteilung des Blutes geschieht über eine Ausschüttung von Adrenalin und wird hauptsächlich über Beta-Adrenozeptoren vermittelt. Aber auch andere Katecholamine wie Noradrenalin werden bei niedrigem Blutdruck ausgeschüttet und haben eine gefäßverengende Wirkung.
Barorezeptoren registrieren aber nicht nur eine Änderung des Drucks, sondern auch „wie schnell“ diese abläuft, also die Änderungsgeschwindigkeit.
Barorezeptoren sollen auch das umstrittene Phänomen der Wetterfühligkeit bedingen.